# Gurguieți, Brăila
Gurguieți este un sat în comuna Scorțaru Nou din județul Brăila, Muntenia, România.
La sfârșitul secolului al XIX-lea, satul era reședința comunei Gurgueți, care era formată doar din el, împreună cu târlele Morari, Coada Encii, Epurica și Jilova, cu o populație totală de 814 locuitori; comuna Gurgueți avea o școală mixtă datând din 1858, o moară de aburi și o biserică ortodoxă zidită în 1878.
În 1925, comuna Gurgueți fusese desființată, iar satul Gurgueți fusese arondat comunei Latinu.